# Wattersite
La wattersite è un minerale.